# Rolls-Royce Pegasus
Rolls-Royce Pegasus, dříve Bristol Siddeley  Pegasus, je dvouproudový motor navržený společností Bristol Siddeley a vyráběný společností Rolls-Royce. Motor byl schopen měnit směr tahu motoru pomocí otočných trysek, což mu umožňovalo jak pohon letounu vpřed, tak i natočením trysek směrem dolů manévrovat lehce naloženým letounem podobně jako s vrtulníkem, včetně vertikálního vzletu a přistání. Ve Spojených státech nesl motor označení F402.
Unikátní motory Pegasus poháněly všechny verze víceúčelových letounů Harrier. Společnost Rolls-Royce poskytla licenci k výrobě motorů Pegasus ve Spojených státech společnosti Pratt & Whitney. Nicméně tato společnost nevyrobila ani jediný nový motor, všechny motory byly postaveny společností Rolls-Royce v Bristolu v Anglii. Motory Pegasus měly být montovány i do dalších letounů, mezi které patřil například německý transportní V/STOL letoun Dornier Do 31.

## Vývoj

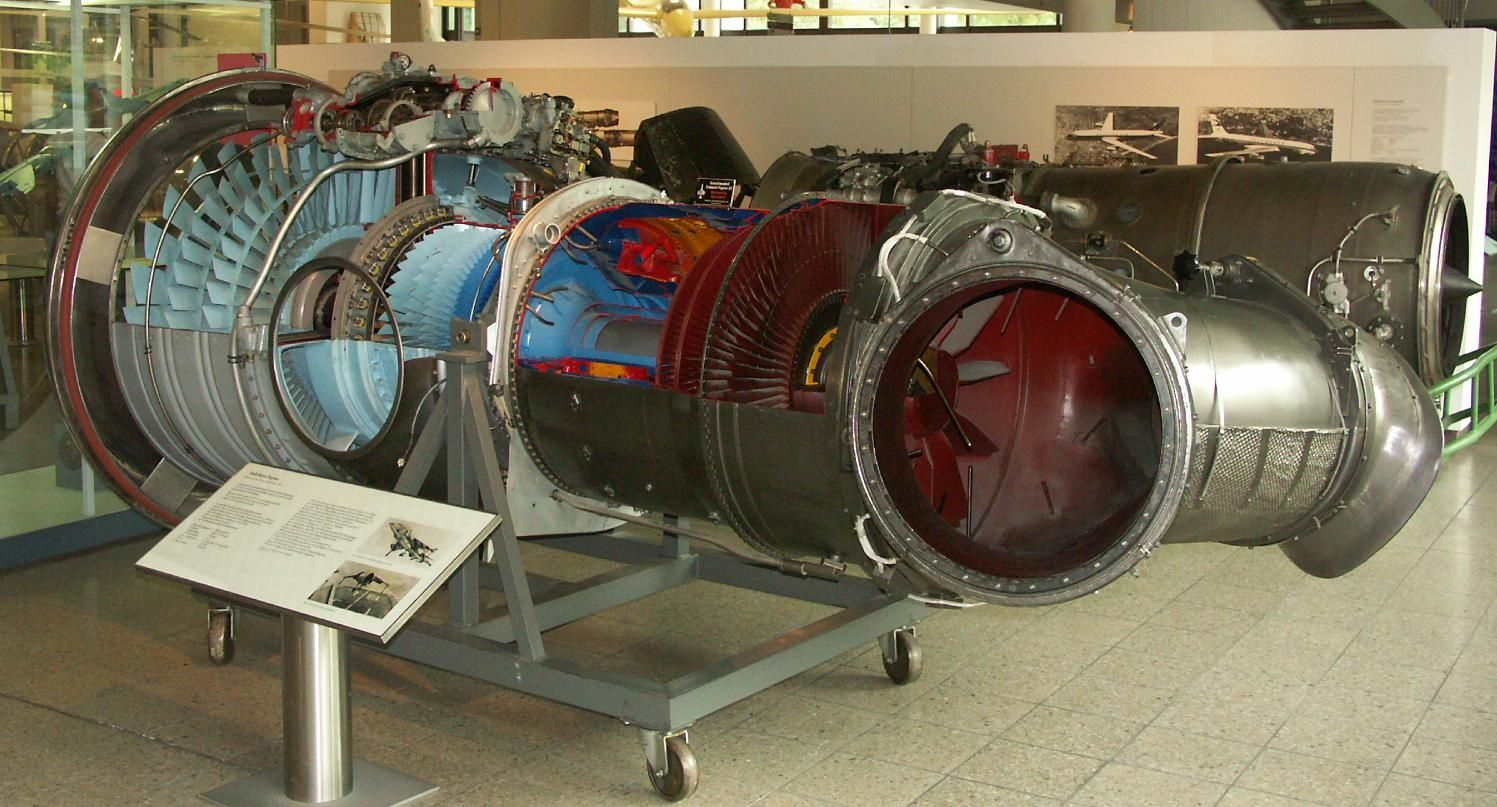
Rolls-Royce Pegasus

### Pozadí
Francouzský letecký konstruktér Michel Wibault měl nápad použít usměrňování tahu motoru pro svisle vzlétající letouny. Tah vycházel z čtveřice odstředivých kompresorů poháněných turbovrtulovým motorem Bristol Orion, přičemž výstup z každého z nich byl otočný a umožňovat tak řízení.
Společnost Bristol Engine Company zahájila práce na motoru BE.53 Pegasus v roce 1957. Zatímco předchozí typ BE.52 byl soběstačný a lehčí motor než původní návrh Wibaulta, byl stále příliš komplikovaný a těžký. Na novém motoru BE.53 byly využity určité části předchozích motorů Olympus a Orpheus, tak aby jejich kombinací bylo dosaženo nejlepších výsledků.
Motor byl po dobu jednoho ruku konstruován odděleně a významně pomohl pochopit, jaký typ letounu by měl vlastně pohánět. V květnu 1957 tým obdržel dopis o podpoře od Sydney Camma ze společnosti Hawker. Společnost Hawker hledala náhradu za letouny Hawker Hunter. Letecký konstruktér Ralph Hooper uvažoval o pohonu pomocí čtyř trysek, přičemž horké plyny vycházely jen ze zadních trysek a z předních trysek vycházel studený vzduch od kompresoru motoru. V roce 1957 však britská vláda vydala prohlášení, že bude podporovat spíše řízené střely než letadla, což nebyla pro letoun dobrá zpráva.
Další vývoj motoru již pokračoval společně s letounem Hawker P.1127, který poprvé vzlétnul v roce 1960. Následujícím stupněm vývoje byly letouny Kestrel a později i Harrier.

### Zkoušení a výroba
Letové zkoušky a vývoj motoru nebyl nijak financován vládou. Celkové financování letounu pocházelo od společnosti Hawker. Tah prvních motorů však stačil sotva k tomu, aby odlepil letoun od země. Problém byl také v neustálém nárůstu hmotnosti letounu. Letové zkoušky byly zpočátku prováděny na upoutaném letounu. Prvního volného letu bylo dosaženo 19. listopadu 1960. První a obtížný přechod ze statického visení v konvenční let byl proveden 8. září 1961. RAF nebylo příliš nakloněno myšlence VTOL létání a celý projekt nazývalo „hračkou“ nebo „obveselením davu“. První prototyp letounu P.1127 prodělal na pařížském aerosalónu 1963 velmi těžké přistání.
Výkon a spolehlivost motoru byly neustále vylepšovány a to i poté, co byla v roce 1966 společnost Bristol prodána společnosti Rolls-Royce.

## Popis

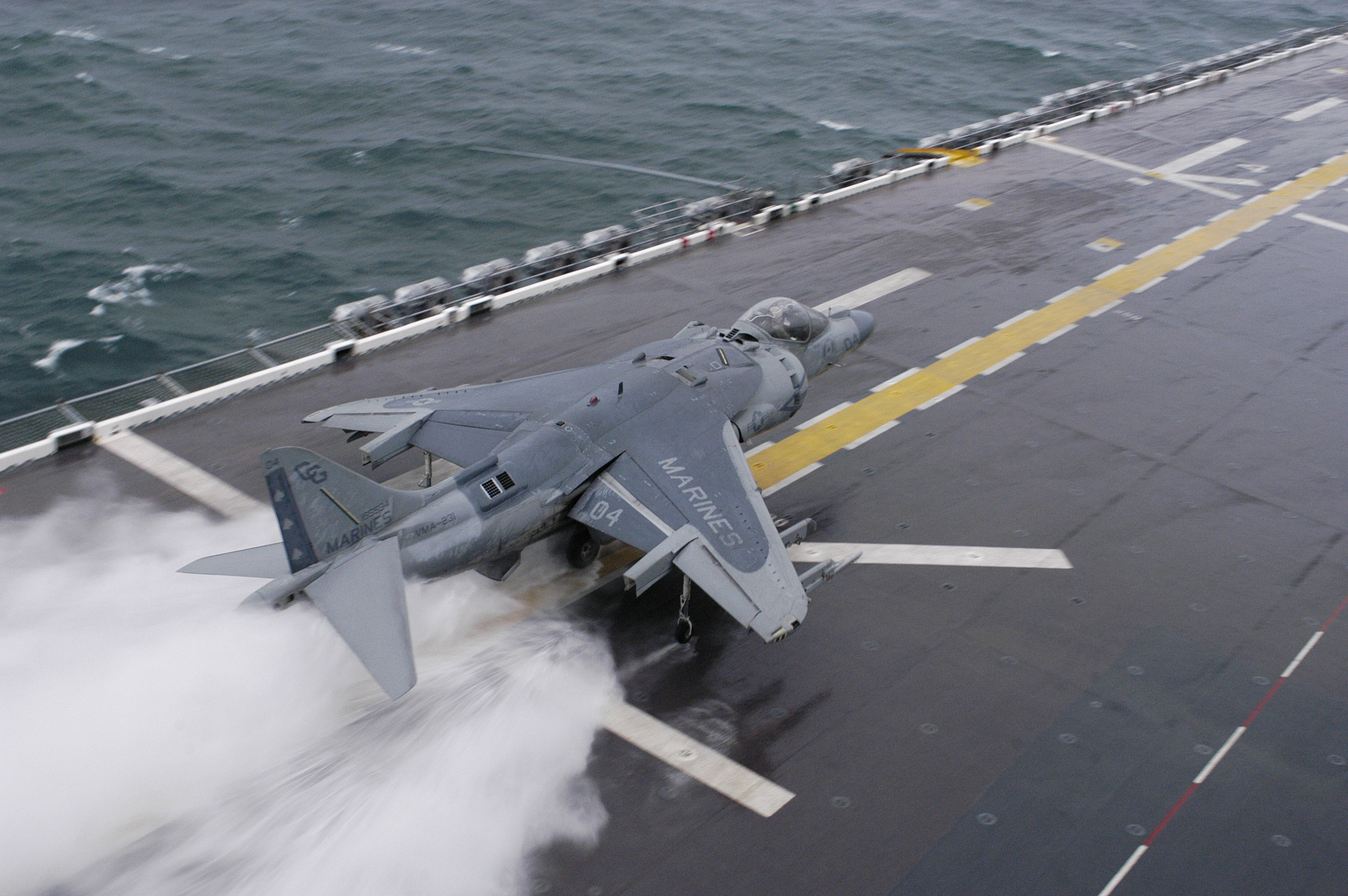
Harrier USMC startuje krátkým rozjezdem na mokré palubě

Dvouproudový motor Pegasus s měnitelným vektorem tahu je dvojhřídelový motor s třístupňovým nízkotlakým a osmistupňovým vysokotlakým kompresorem, které jsou poháněny dvoustupňovou nízkotlakou a dvoustupňovou vysokotlakou turbínou. Neobvyklé bylo, že nízkotlaké a vysokotlaké lopatky se otáčely opačným směrem, čímž byl podstatně redukován gyroskopický efekt, který by jinak působil značné potíže při nízkých rychlostech. Motor používal pro změnu směru tahu motoru čtyři otočné trysky, které umožňovaly letounu jak svislé vznášení, tak i pohon vpřed, čím umožňoval STOVL létání.

### Trysky

Umístění čtveřice trysek na letounu

Přední dvojice trysek byla napájena vzduchem od nízkotlakého kompresoru, zadní dvojice horkými plyny (650 °C) z proudového motoru. Rozvážení tahu předních/zadních trysek bylo zhruba 60/40. Důležité bylo, aby se všechny trysky otáčely společně. Toho bylo dosaženo použitím dvojice pneumatických motorů, které byly napájeny vzduchem z vysokotlakého kompresoru. V případě selhání tohoto uspořádání, byly vždy páry trysek spojeny motocyklovým řetězem.

### Umístění motoru
Motor byl namontován přesně ve středu letounu Harrier. Při výměně motoru byla tedy nutná demontáž křídla. Celá výměna trvala obvykle 8 hodin, ačkoliv použitím vhodných nástrojů a zvedáků se dala zkrátit na méně než 4 hodiny.

### Vstřikování vody
Maximální tah motoru při startu byl, obzvlášť v horkých klimatických podmínkách, omezen teplotou lopatek turbíny. Jelikož tuto teplota není možné spolehlivě změřit, byly operační limity dány stanovením maximální teploty výfukových plynů. Aby bylo možné zvýšit při vzletu ještě více otáčky motoru a tím i jeho tah, byla do spalovací komory a turbíny vstřikována voda, což umožnilo snížit jejich teplotu na přijatelnou úroveň.
Voda pro vstřikování byla přepravována v nádrži, která byla umístěna v zadní části motoru mezi rozvětvením potrubí k zadním tryskám. Nádrž obsahovala 227 litrů destilované vody. Průtok vody potřebných pro snížení teploty motoru byl přibližně 159 l za minutu. Zásoba vody tedy vystačila přibližně na 90 sekund. Toto množství vody bylo považováno za dostatečné.
Po vypotřebování zásoby vody motor automaticky přešel do „suchého“ režimu se sníženým výkonem. Pilot byl o této skutečnosti informován varovným světlem.

## Varianty

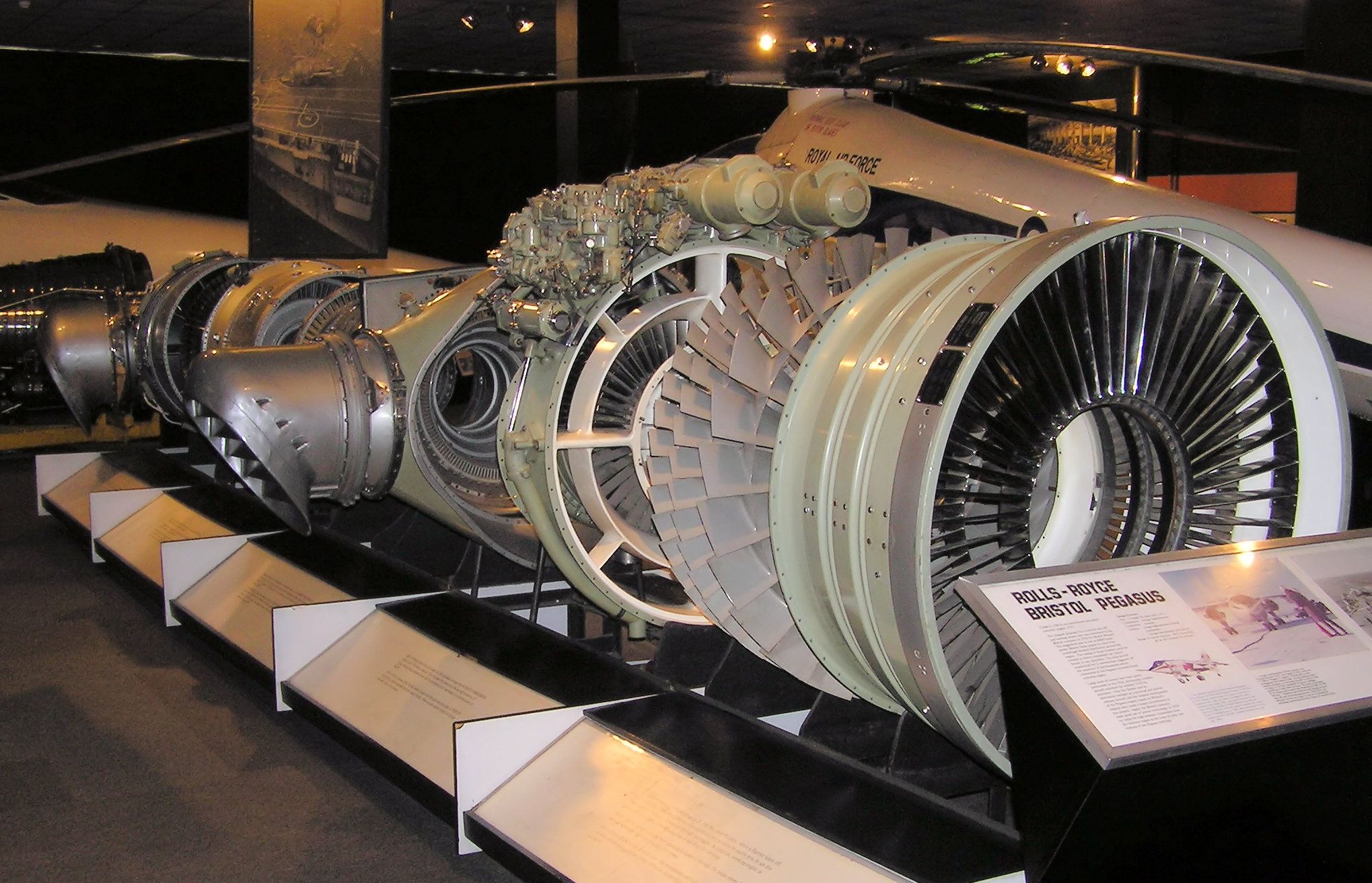
Rolls-Royce Bristol Pegasus motor vystavený v muzeu Bristol Industrial Museum v Anglii

- Pegasus 1 (BE.53/2): tah 40 kN (9 000 lbf). Funkční prototyp.[8]
- Pegasus 2 (BE.53/3): tah 49 kN (11 000 lbf). Také známý jako BE53-3. Motor byl používán na letounu P.1127. Později vylepšen na tah 53 kN (12 000 lbf).[8]
- Pegasus 3: tah 62 kN (14 000 lbf). Motor byl používán na letounech P.1127.[8]
- Pegasus 5 (BS.53-5): tah 67 kN (15 000 lbf). Vylepšován až na 80 kN (18 000 lbf). Motor byl používán na letounech Hawker Siddeley Kestrel.[8]
- Pegasus 6 (Mk.101): tah 85 kN (19 000 lbf). Motor byl používán na prvních Harrierech GR.1 a T.2. Motor byl již vybaven vstřikováním vody.[8]
- Pegasus 10 (Mk.102): tah 91 kN (20 500 lbf). Motor byl používán na Harrierech GR.1A, T.2A a prvních letounech AV-8A. Ve Spojených státech nesl označení F402-RR-400.[8]
- Pegasus 11 (Mk.103): tah 97 kN (21 500 lbf). Motor byl používán na Harrierech GR.3, AV-8A, AV-8C, TAV-8A, T.4A, T.4N a T.52. Ve Spojených státech nesl označení F402-RR-401/402.[8]
- Pegasus 11 (Mk.150): tah 97 kN (21 500 lbf). Motor Pegasus 11 pro španělské letouny Harrier AV-8S a TAV-8S.[8]
- Pegasus 11 (Mk.151): tah 97 kN (21 500 lbf). Motor Pegasus 11 pro indické letouny Harrier T.60.[8]
- Pegasus 14 (Mk.104): námořní verze motoru Pegasus 11 pro letouny Sea Harrier. Motory byly shodné, až na to, že některé součásti motoru byly vyrobeny z materiálů odolných proti korozi.[8]
- Pegasus 11-21 (Mk.105): tah 97 kN (21 750 lbf). Motor byl používán na druhé generaci letounů Harrier YAV-8A, GR.5/5A, GR.7 a T.10. Ve Spojených státech nesl označení F402-RR-404/404A.[8]
- Pegasus 11-21 (Mk.152): tah 95 kN (21 450 lbf). Motor byl používán na španělských letounech EAV-8B.[8]
- Pegasus 11-21 (Mk.106): tah 95 kN (21 450 lbf). Motor byl používán na druhé generaci letounů Harrier AV-8B a TAV-8B. Ve Spojených státech nesl označení F402-RR-406/406A.[8]
- Pegasus 11-61 (Mk.107): tah 106 kN (23 800 lbf). Motor byl používán na druhé generaci letounů Harrier AV-8B Plus a TAV-8B. Ve Spojených státech nesl označení F402-RR-408.[8]

## Vystavené motory
Motory Pegasus jsou veřejně vystaveny v následujících muzeích:
- Imperial War Museum, Duxford
- Royal Air Force Museum, Londýn
- Science Museum, Londýn
- Naval Air Station Pensacola, Florida

## Použití
- British Aerospace Sea Harrier
- British Aerospace Harrier II
- Dornier Do 31
- Hawker Siddeley Harrier
- Hawker Siddeley P.1127
- McDonnell Douglas AV-8B Harrier II

## Specifikace (Pegasus 11-61)
Data pocházejí z „Aviation Week & Space Technology Source Book 2009“.

### Technické údaje
- Typ: dvouhřídelový dvouproudový motor
- Délka: 3,480 m
- Průměr: 1,219 m
- Hmotnost: 1 796 kg

### Součásti motoru
- Kompresor: třístupňový nízkotlaký a osmistupňový vysokotlaký axiální kompresor
- Spalovací komora: prstencový typ
- Turbína: dvoustupňová vysokotlaká a dvoustupňová nízkotlaká

### Výkony
- Maximální tah: 106 kN (23 800 lb)
- Komprese: 16,3:1
- Poměr tah/hmotnost: 6:1

#### Související vývoj
- Bristol Siddeley Orpheus
- Rolls-Royce/MAN Turbo RB193

#### Podobné motory
- Bristol Siddeley BS100

### Videa
- The Harrier Jump Jet by ENGIN TUJUMET na youtube.com. (anglicky)
- THE STORY OF THE HARRIER na youtube.com. (anglicky)